# 正四面体烷
正四面体烷（英語：Tetrahedrane）的结构类似一个正四面体，其四个顶点为4个碳，并两两以碳碳单键连接，剩余的键每个碳连接一个氢。此化合物並未曾被合成。正四面体烷分子存在张力及弯曲键。1978年，Günther Maier製備了穩定的正四面体烷的四叔丁基取代物。這些取代基都非常庞大，完全包圍了正四面体烷核心，Maier認為，核心(正四面体烷)的鍵被防止受破壞，是因為這將迫使取代基更緊密結合（束腹效應）在凡德瓦應變的效果下。正四面体烷是一種可能存在的柏拉圖烴。该衍生物的合成路线如下：
四(三甲基硅基)正四面体烷和正四面体硅烷都已制得。
C4H4存在乙烯基乙炔和环丁二烯两种同分异构体。